# Кампорчони (Пистоја)
Кампорчони је насеље у Италији у округу Пистоја, региону Тоскана.
Према процени из 2011. у насељу је живело 33 становника. Насеље се налази на надморској висини од 20 м.